# Cattedrale di San Muredach
La cattedrale di San Muredack (in inglese: St Muredach's Cathedral) è la cattedrale cattolica di Ballina, in Irlanda, e sede della diocesi di Killala.
La cattedrale è stata edificata nel 1827 in stile neogotico e sorge a ridosso della sponda occidentale del fiume Moy.; la costruzione fu completata con l'aggiunta del campanile nel 1855, durante la Grande carestia. L'organo conservato all'interno è stato installato nel 1875.